# Filles d'Ève
Ne doit pas être confondu avec Les Sept Filles d'Ève.
Filles d'Ève est un feuilleton télévisé québécois en 164 épisodes de 25 minutes, en noir et blanc, écrit par Louis Morisset et diffusé du 29 septembre 1960 au 11 juin 1964 à la Télévision de Radio-Canada.

## Synopsis
« Quatre jeunes femmes dans la vingtaine, ayant quitté leur famille, partagent un appartement dans le quartier Côte-des-Neiges, à Montréal. Isabelle étudie en médecine, Brigitte, l'aînée, est décoratrice d'intérieur, Gilberte, exerce le métier de secrétaire et Diane, une orpheline de milieu modeste, est mannequin et suit des cours de Danse. La cousine d'Isabelle, Martine, qui travaille dans le cinéma, s'ajoute bientôt au groupe. Loin de leurs parents, les jeunes femmes font l'apprentissage de la vie adulte, de ses joies et de ses contraintes. »
Référence: Répertoire des séries, feuilletons et téléromans québécois de 1952 à 1992 écrit par Jean-Yves Croteau et publié par Les Publications du Québec en 1993.

## Fiche technique
- Réalisation : Denys Gagnon
- Scénario : Louis Morisset
- Société de production : Société Radio-Canada

## Distribution
- Monique Lepage : Brigitte Raimbault
- Andrée Lachapelle : Diane Chatel
- Gisèle Dufour : Gilberte Doyon
- Lucille Gauthier : Isabelle Dussault
- Lise L'Heureux : Martine Bertrand
- Jean-Louis Roux : Lambert Martel
- Jean Lajeunesse : Maurice Le Roy
- Béatrice Picard : Simone Clavet
- Benoît Marleau : Marc Jaquin
- Pierre Dufresne : Henri Breton
- Albert Millaire : Benoît Chatel
- Pierre Boucher : Richard Clavet
- Jean Besré : Bernard Grenier
- Pierre Thériault : Pierre Turgeau
- Étienne Aubray : Yves Trudeau
- Hélène Baillargeon : Employée de l'auberge
- André Bertrand : Smoky
- Jacques Bilodeau : Assistant-inspecteur
- Georges Carrère : Lambert Martel
- François Cartier : Marc Pradier
- Élizabeth Chouvalidzé : amie de Raymonde
- Jean Coutu : Jean Turgeau
- Robert D'Ancona : Bill Chaddoch
- Jean Dalmain : Professeur
- Lionel Daunais : M. Thomas
- Christian Delmas : Dionys Kouri
- Michèle Derny : Secrétaire
- Jacqueline Deslauriers : Antoinette
- Robert Desroches : Raoul
- Henry Deyglun : M. Darlier
- Jean Doyon : Jérôme Grondin
- Jean-Paul Dugas : Julien Bourdon
- Nini Durand : Gabrielle Bernier
- Félix Fitzgerald : Secrétaire
- Bertrand Gagnon : Henri Breton
- Jacques Galipeau : Roger Bérard
- Roger Garceau : Jean Bernier
- Paul Gauthier : Félix Corbou
- Julien Genay : Bruno Dupré
- Émile Genest : Détective
- Pierre Germain : Médecin
- Ulric Guttinguer : Jean-René Sinclair
- Paul Guèvremont : frère de l'homme d'affaires
- Rita Imbault : Mariette Gérard
- Ronald Kinsman : Dr Ralph Cameron
- Madeleine Langlois : Joan Chardin
- Gaétane Laniel : Mercedes Ferrier
- Bernard Lapierre : Détective
- Lise Lasalle : Annie Lanthier
- José Ledoux : Policier
- Mireille Lemelin : Ginette Marchand
- Ovila Légaré : Homme d'affaires
- Yves Massicotte : Kid
- Claude Michaud : Max
- Denise Morelle : Lucette Cormier
- Gérard Poirier : Me Jacques Sorbier
- Mathieu Poulin : Bandit
- Denise Proulx : Blanche Thomas
- Étienne Proulx : Yves Trudeau
- Denise Provost : Hélène Turgeau
- Claire Richard : Claude Bérubé
- Sita Riddez : Maria Poussin
- Michelle Rossignol : Raymonde
- Yolande Roy : Yvonne Breton
- Sophie Sénécal : Odette Turgeau
- Madeleine Touchette : Luce
- Maurice Tremblay : Émile Gignac
- Luce Triganne : Infirmière
- Antoinette Verville : Adèle
- Lionel Villeneuve : Lucien Carufel